# Le Champ-près-Froges
Le Champ-près-Froges est une commune française située dans le département de l'Isère, en région Auvergne-Rhône-Alpes.
La commune est adhérente à la communauté de communes Le Grésivaudan. Les habitants sont dénommés les Champiots.

## Géographie

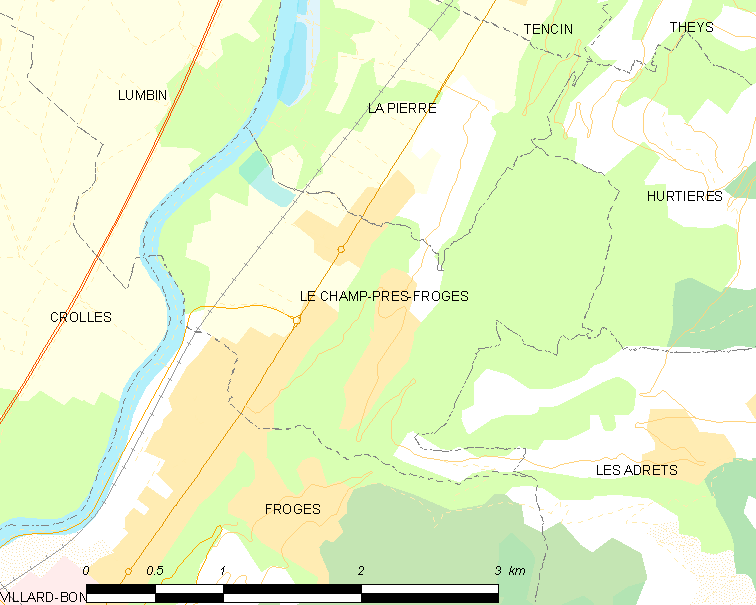
Plan de la commune et des communes limitrophes

Le Champ-près-Froges est un village situé à environ 20 km, au nord-est de Grenoble, entre la rivière Isère et la chaîne de Belledonne dans les Alpes françaises.
C'est l'une des portes d’accès à deux des trois stations de sports d'hiver des Sept Laux, en venant de la vallée : Prapoutel et Pipay.
La limite entre les communes de Froges et Le Champ-près-Froges est marquée par le ruisseau des Adrets.

### Climat
Pour des articles plus généraux, voir Climat d'Auvergne-Rhône-Alpes et Climat de l'Isère.
En 2010, le climat de la commune est de type climat des marges montargnardes, selon une étude du Centre national de la recherche scientifique s'appuyant sur une série de données couvrant la période 1971-2000. En 2020, Météo-France publie une typologie des climats de la France métropolitaine dans laquelle la commune est exposée à un climat de montagne ou de marges de montagne et est dans la région climatique  Alpes du nord, caractérisée par une pluviométrie annuelle de 1 200 à 1 500 mm, irrégulièrement répartie en été. 
Pour la période 1971-2000, la température annuelle moyenne est de 11,5 °C, avec une amplitude thermique annuelle de 18,8 °C. Le cumul annuel moyen de précipitations est de 1 395 mm, avec 9,7 jours de précipitations en janvier et 7,4 jours en juillet. Pour la période 1991-2020, la température moyenne annuelle observée sur la station météorologique de Météo-France la plus proche, « Pipay_sapc », sur la commune de Theys à 5 km à vol d'oiseau, est de 6,3 °C et le cumul annuel moyen de précipitations est de 1 545,8 mm,. Pour l'avenir, les paramètres climatiques de la commune estimés pour 2050 selon différents scénarios d'émission de gaz à effet de serre sont consultables sur un site dédié publié par Météo-France en novembre 2022.

### Hydrographie
Le territoire communal est bordé, à l'ouest, par l'Isère.

### Voies de communication
L'accès au village se fait notamment par diverses voies routières, dont notamment :
- l'ancienne route nationale 523 qui relie Saint-Martin-d'Hères (près de Grenoble) à Montmélian. À la suite de la réforme de 1972, cette voie a été déclassée en RD 523 ;
- l'autoroute A41 :
  - en venant de Grenoble :  24b – villes desservies : Brignoud[e],
  - en venant de Chambéry :  24 – villes desservies : Crolles, Froges, Villard-Bonnot[f].

### Transports en commun

#### Transport ferroviaire
La gare de voyageurs la plus proche est la gare de Brignoud, située à environ 3 km du hameau de Champ-le-Bas, accessible en bus en utilisant la ligne TouGo G4.

#### Transport routier
Le territoire communal est desservie par le réseau Transisère (ligne « Express 2 »).

## Urbanisme

### Typologie
Au 1er janvier 2024, Le Champ-près-Froges est catégorisée ceinture urbaine, selon la nouvelle grille communale de densité à sept niveaux définie par l'Insee en 2022.
Elle appartient à l'unité urbaine de Grenoble, une agglomération intra-départementale regroupant 38  communes, dont elle est une commune de la banlieue,,. Par ailleurs la commune fait partie de l'aire d'attraction de Grenoble, dont elle est une commune de la couronne,. Cette aire, qui regroupe 204 communes, est catégorisée dans les aires de 700 000 habitants ou plus (hors Paris),.

### Occupation des sols
L'occupation des sols de la commune, telle qu'elle ressort de la base de données européenne d’occupation biophysique des sols Corine Land Cover (CLC), est marquée par l'importance des forêts et milieux semi-naturels (51,5 % en 2018), en diminution par rapport à 1990 (55,9 %). La répartition détaillée en 2018 est la suivante : 
forêts (51,5 %), zones urbanisées (16,1 %), terres arables (15,9 %), eaux continentales (7,4 %), prairies (6,8 %), zones agricoles hétérogènes (2,3 %). L'évolution de l’occupation des sols de la commune et de ses infrastructures peut être observée sur les différentes représentations cartographiques du territoire : la carte de Cassini (XVIIIe siècle), la carte d'état-major (1820-1866) et les cartes ou photos aériennes de l'IGN pour la période actuelle (1950 à aujourd'hui).

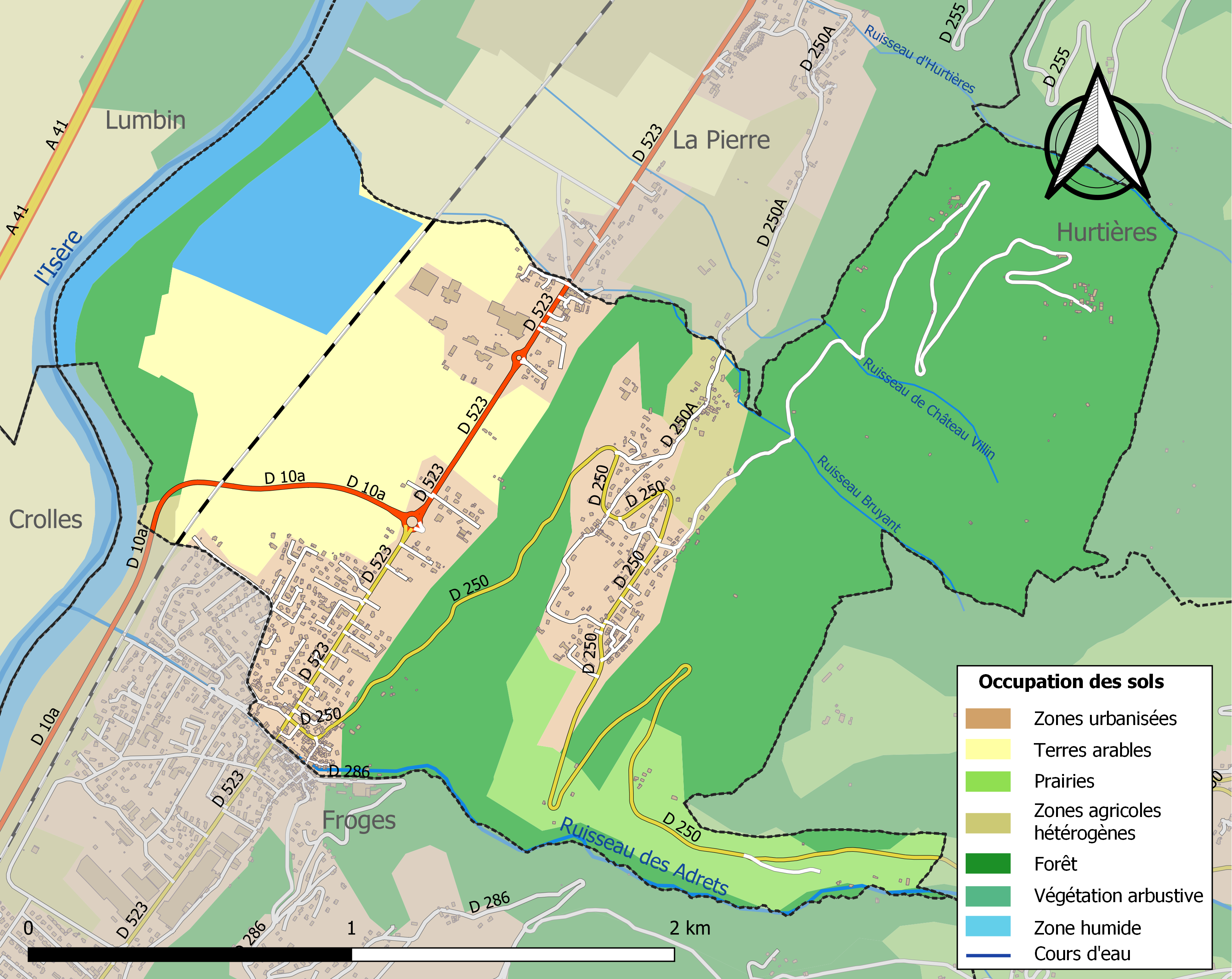
Carte des infrastructures et de l'occupation des sols de la commune en 2018 (CLC).

### Hameaux, Lieux-dits et écarts
Le Champ-près-Froges comporte plusieurs hameaux, dont :
- dans la vallée de l’Isère (220 mètres d'altitude) :

Champ-le-Basoù se situent les commerces, la mairie annexe, l’école primaire et l’école maternelle. En suivant la « rue de la République » (D 523) vers Grenoble, le « ruisseau des Adrets » marque la limite de la commune avec celle de Froges ;
Champaludoù se trouve la zone d'activité de la commune ainsi que la majorité des entreprises, dont Airstar,, numéro un mondial du ballon éclairant. On y accède en suivant la « route de Savoie » (D 523) en allant vers Tencin.
- sur les contreforts de Belledonne à 380 m d'altitude[h] :

Le Truffatsur la D 250A entre la D 250 et La Pierre ;
Le Chatelardoù se trouve la tour du XIIe siècle  ;
Les Eyminsoù se situent la mairie, l'église et le cimetière et par où passe la route menant à deux (Prapoutel et Pipay) des trois stations des Sept Laux.
Le Feyletà l'ouest de la route qui monte des Eymins vers Tignieux.
Tignieux.

### Risques naturels et technologiques

#### Risques sismiques
La totalité du territoire de la commune de du Champs-près-Froges est situé en zone de sismicité n°4 (sur une échelle de 1 à 5), comme la plupart des communes de son secteur géographique.
| Type de zone | Niveau            | Définitions (bâtiment à risque normal) |
| ------------ | ----------------- | -------------------------------------- |
| Zone 4       | Sismicité moyenne | accélération = 1,6 m/s2                |

#### Autres risques
Le bas de la commune est historiquement une zone inondable qui est protégée par une digue géré par le Symbhi.

## Politique et administration

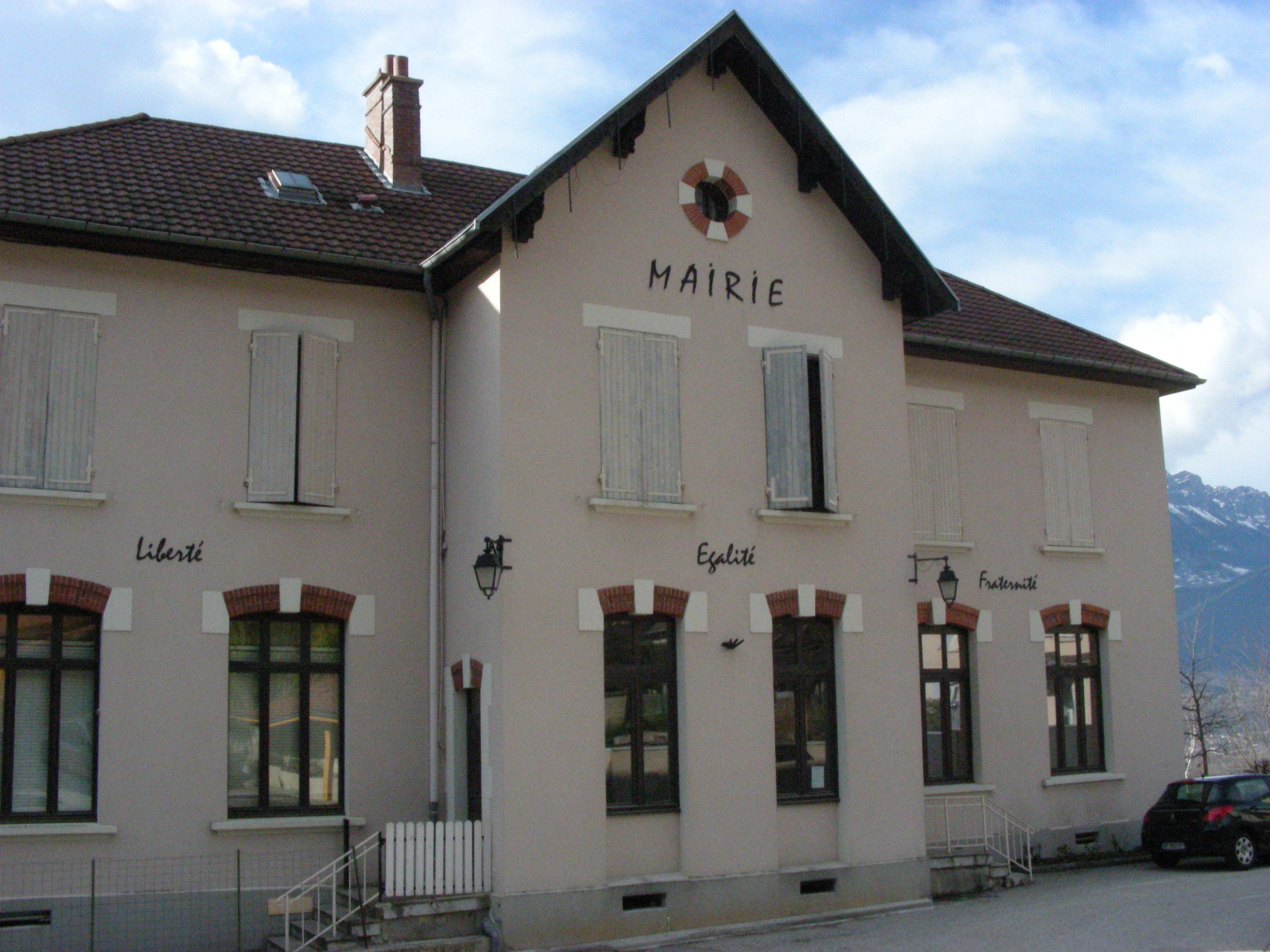
La mairie.

### Liste des maires
| Période                                  | Période | Identité        | Étiquette | Qualité                    |
| ---------------------------------------- | ------- | --------------- | --------- | -------------------------- |
| 1995                                     | 2001    | Henri Garcin    | SE        |                            |
| 2001                                     | 2014    | Robert Colliat  | SE        |                            |
| 2014                                     | 2020    | Gilbert Reymond | UMP-LR    | Retraité Fonction publique |
| Les données manquantes sont à compléter. |         |                 |           |                            |

## Population et société

### Démographie
L'évolution du nombre d'habitants est connue à travers les recensements de la population effectués dans la commune depuis 1793. Pour les communes de moins de 10 000 habitants, une enquête de recensement portant sur toute la population est réalisée tous les cinq ans, les populations de référence des années intermédiaires étant quant à elles estimées par interpolation ou extrapolation. Pour la commune, le premier recensement exhaustif entrant dans le cadre du nouveau dispositif a été réalisé en 2008.

En 2022, la commune comptait 1 317 habitants, en évolution de +8,93 % par rapport à 2016 (Isère : +3,07 %, France hors Mayotte : +2,11 %).
| 1793 | 1800 | 1806 | 1821 | 1831 | 1836 | 1841 | 1846 | 1851 |
| ---- | ---- | ---- | ---- | ---- | ---- | ---- | ---- | ---- |
| 600  | 538  | 425  | 286  | 555  | 533  | 567  | 538  | 530  |

| 1856 | 1861 | 1866 | 1872 | 1876 | 1881 | 1886 | 1891 | 1896 |
| ---- | ---- | ---- | ---- | ---- | ---- | ---- | ---- | ---- |
| 487  | 510  | 517  | 504  | 508  | 502  | 434  | 423  | 387  |

| 1901 | 1906 | 1911 | 1921 | 1926 | 1931 | 1936 | 1946 | 1954 |
| ---- | ---- | ---- | ---- | ---- | ---- | ---- | ---- | ---- |
| 376  | 386  | 405  | 403  | 411  | 453  | 358  | 397  | 470  |

| 1962 | 1968 | 1975 | 1982 | 1990  | 1999  | 2006  | 2008  | 2013  |
| ---- | ---- | ---- | ---- | ----- | ----- | ----- | ----- | ----- |
| 577  | 556  | 701  | 924  | 1 008 | 1 158 | 1 201 | 1 214 | 1 219 |

| 2018  | 2022  | - | - | - | - | - | - | - |
| ----- | ----- | - | - | - | - | - | - | - |
| 1 186 | 1 317 | - | - | - | - | - | - | - |

La répartition de la population des habitants de la commune au 1er janvier 2011 est disponible sur le site de l'Insee.

### Enseignement
La commune est rattachée à l'académie de Grenoble. Les écoles (maternelle et primaire) sont situées dans le hameau champ le bas.

### Médias
La commune est située sur l'aire de diffusion de radio Ici Isère, une radio publique qui émet sur tout le territoire du département de l'Isère.

### Cultes
La communauté catholique et l'église paroissiale (propriété de la commune) dépendent de la paroisse La Croix de Belledonne, elle-même rattachée au diocèse de Grenoble.

## Économie

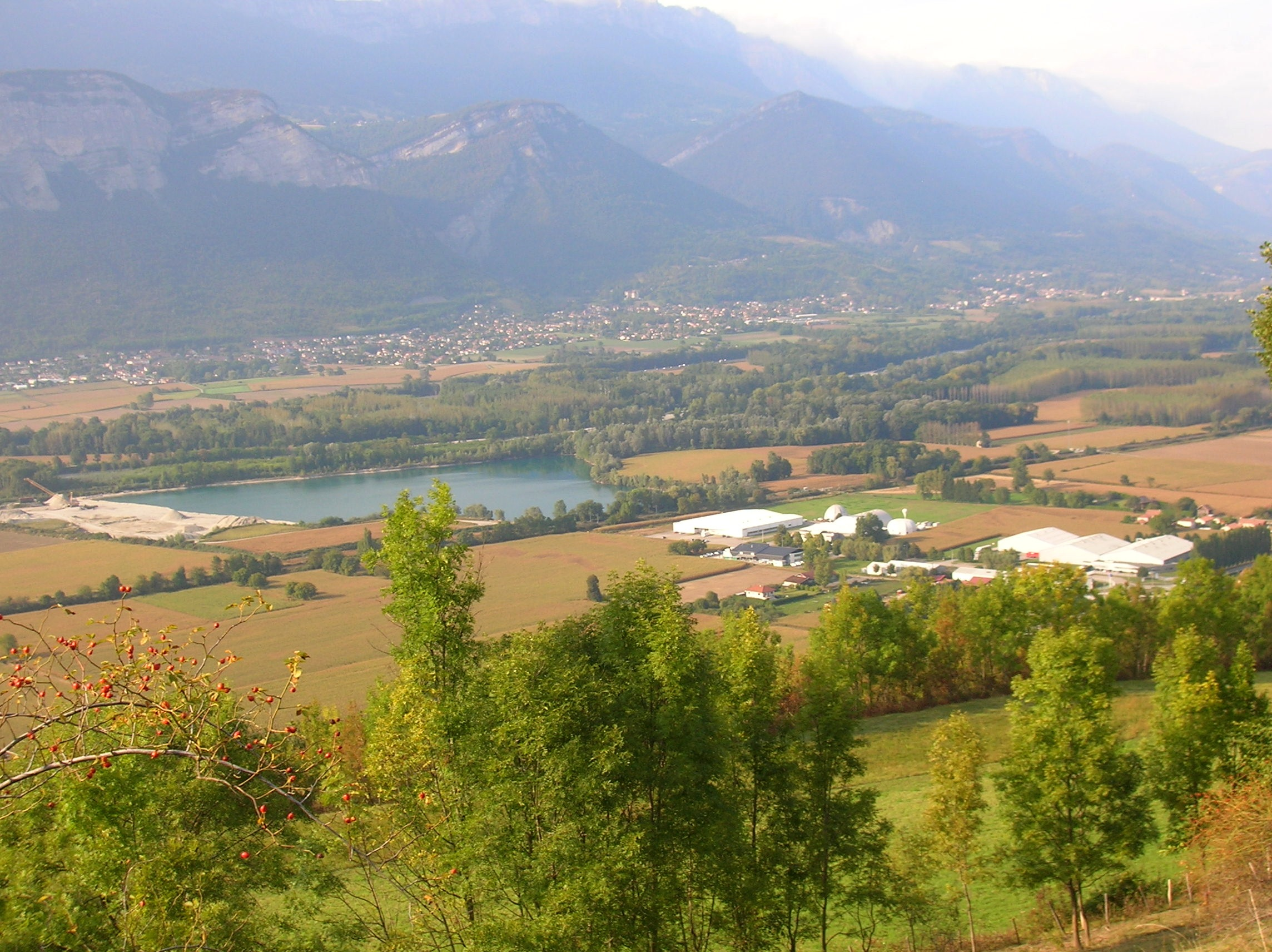
Airstar à droite et la carrière silico-calcaire d’origine fluviale de SMAG à gauche, au Grand Pré.

L'activité industrielle de la commune se situe dans la vallée, dans la zone industrielle au lieu-dit Champalut. On y trouve, entre autres la société Airstar pionnier du ballon éclairant.
Les quelques commerçants de la commune se trouve dans la vallée (boulangerie, coiffeur, bureau de tabac, pharmacie, etc.). Une autre partie des commerçants se trouve dans la commune voisine Froges, dont un supermarché.
Le commune fait partiellement partie de l'aire géographique de production et transformation du « Bois de Chartreuse », la première AOC de la filière Bois en France.

## Culture locale et patrimoine

### Lieux et monuments

#### Patrimoine religieux

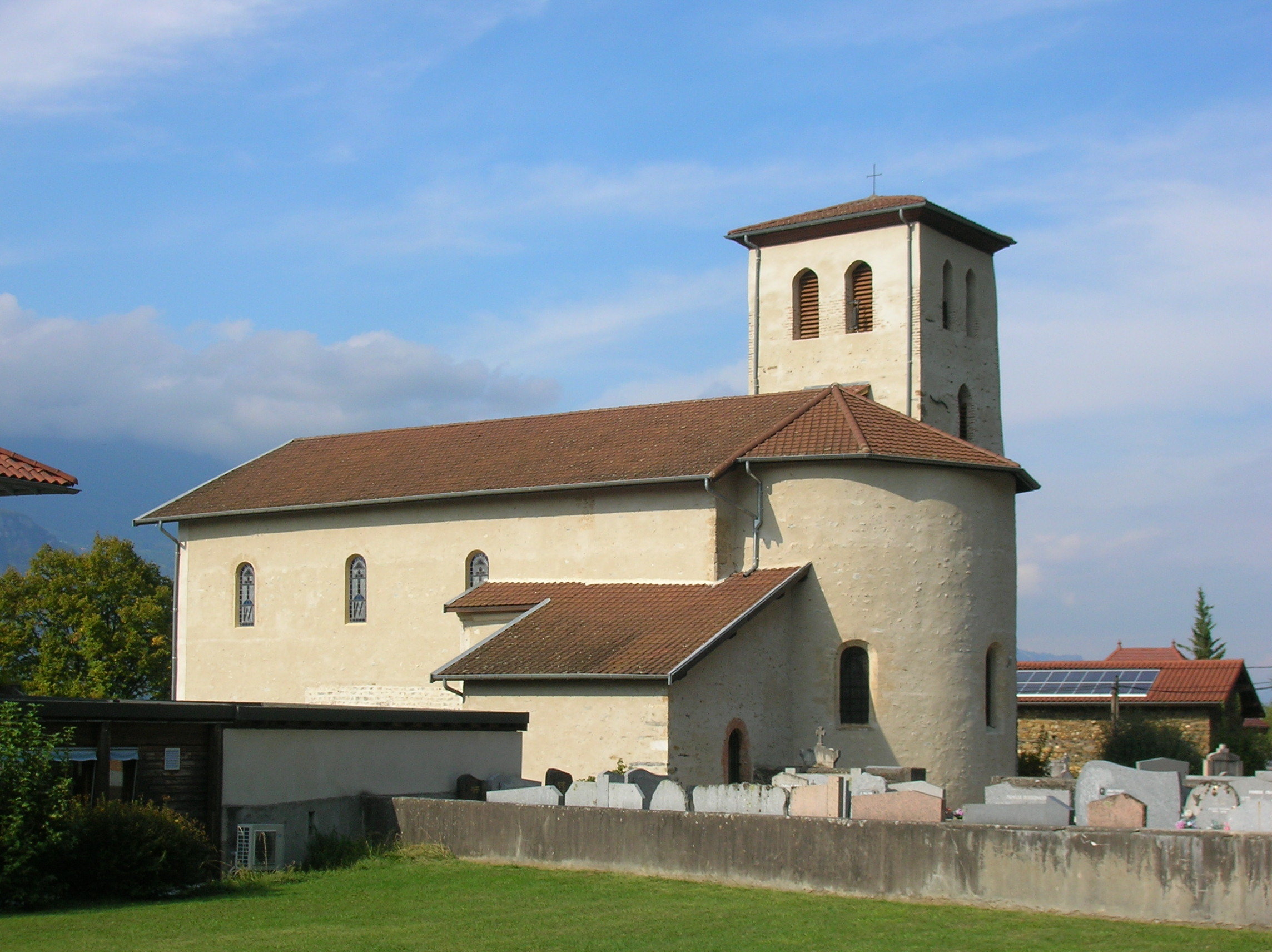
L'église Notre-Dame.

- à côté de la mairie, l’église Notre-Dame[30] existait dès le XIe siècle[31],[j], mais ayant été incendiée par le baron des Adrets, en 1562, elle a été reconstruite par les habitants du village. L'église abrite un vitrail exécuté entre 1160 et 1170, qui proviendrait du prieuré de Domène et a été installé vers 1838 par la famille Monteynard[32],[33], classé au titre objet des monuments historiques le 8 novembre 1897[34],[35] ;

chapelle privée de Sainte-Croix ;
presbytère.

#### Patrimoine civil
- maison forte dite la tour du Châtelard, des XIIe et XVIIe siècles[31] :

pour sa morphologie, la butte de terrain où se trouve la tour peut cacher une motte castrale de l'an Mille ;
- la mairie ;
- le pont du Bruyant ;
- la fontaine et le bassin du Truffat ;
- l'ancienne cuve à raisin du Truffat ;
- la salle de dégrisement (ou ancienne prison) ;
- l'atelier du forgeron de Bas Champ ;
- la carrière au Grand Pré ;
- le lavoir de Bas Champ (rénové en 2003)[36] ;
- le lavoir de Champ le Haut.

Quelques monuments de la commune
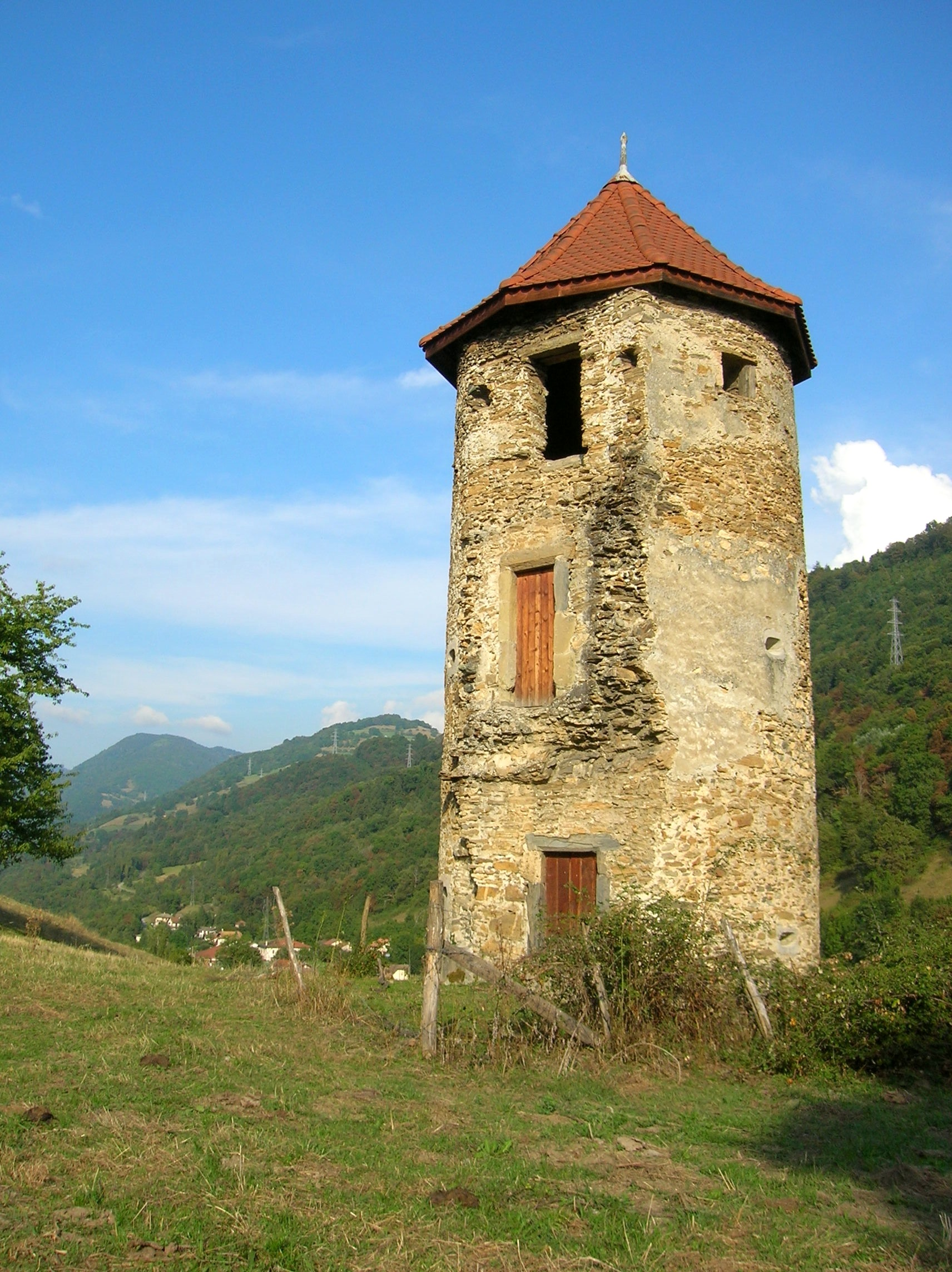
La Tour du Châtelard.
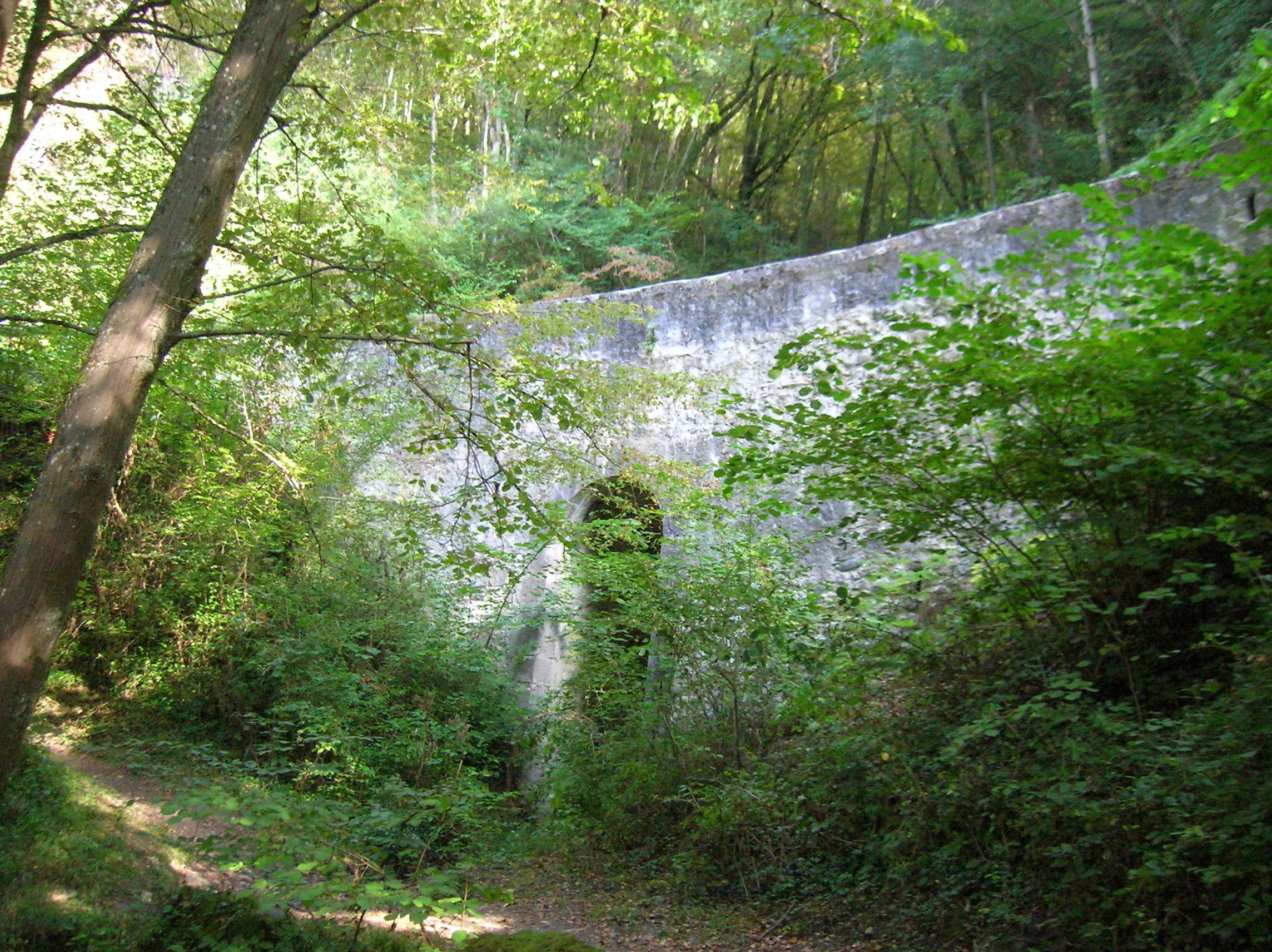
Le pont du Bruyant.
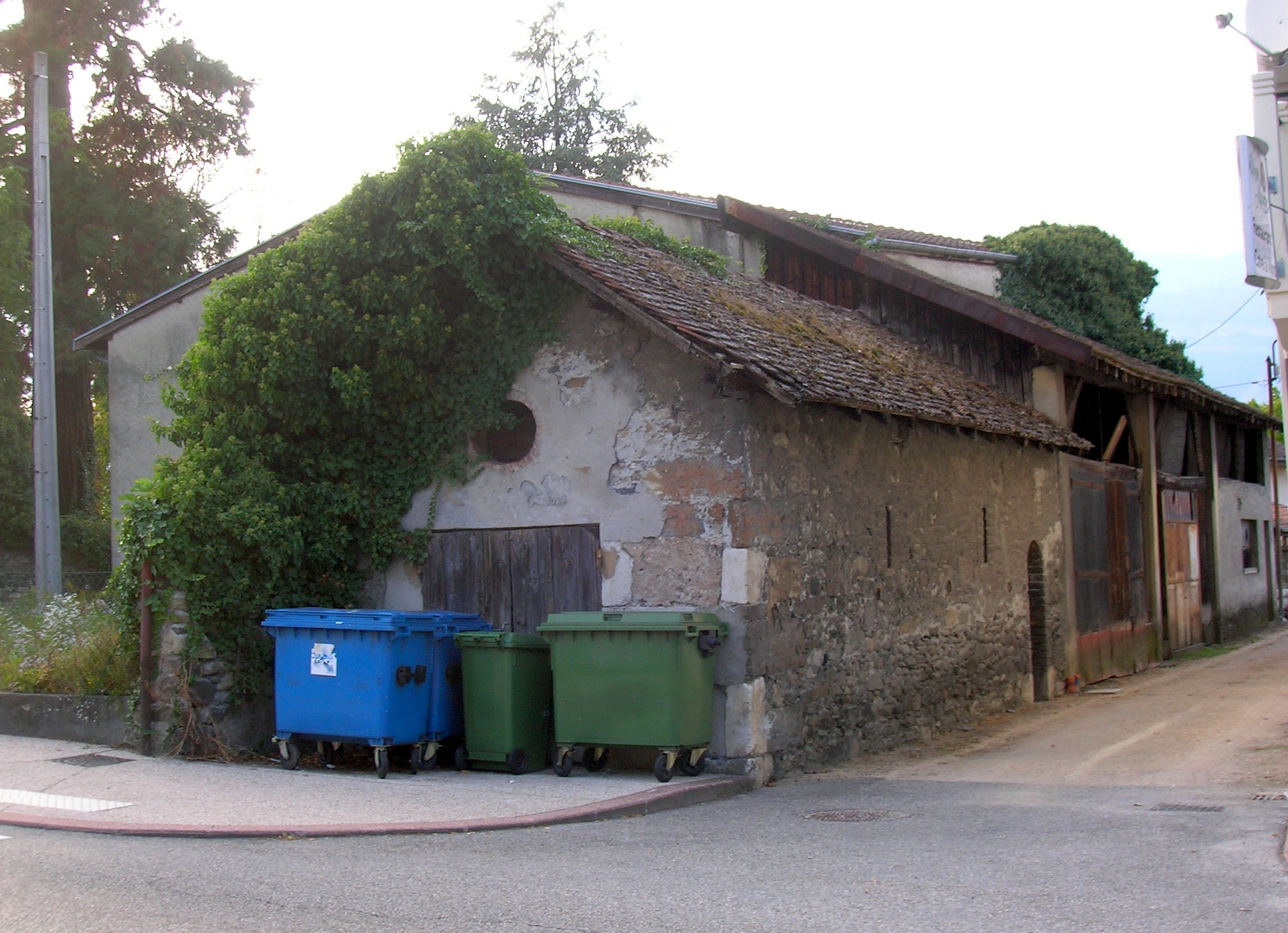
La salle de dégrisement (ancienne prison).
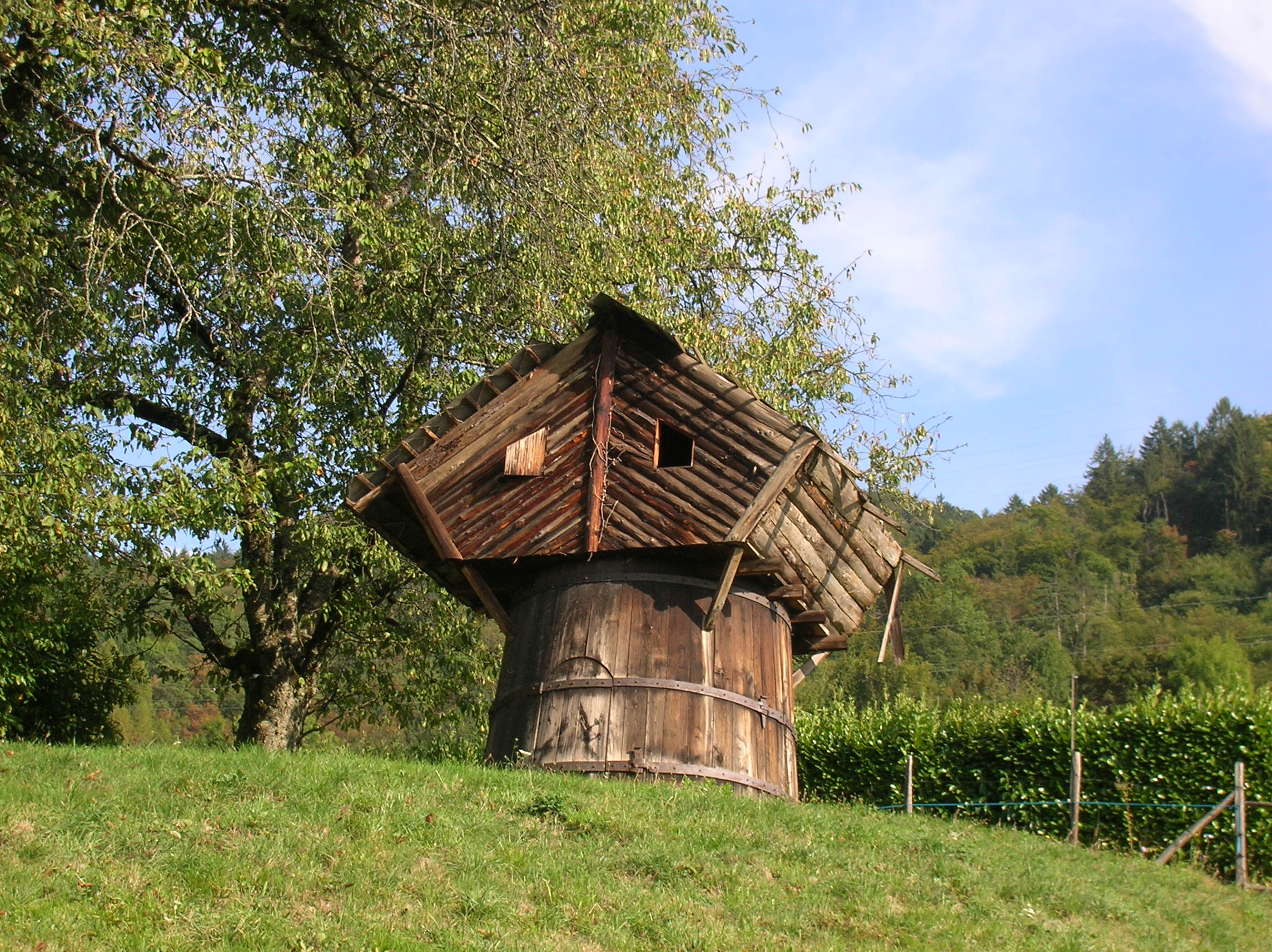
La cuve à raisin.
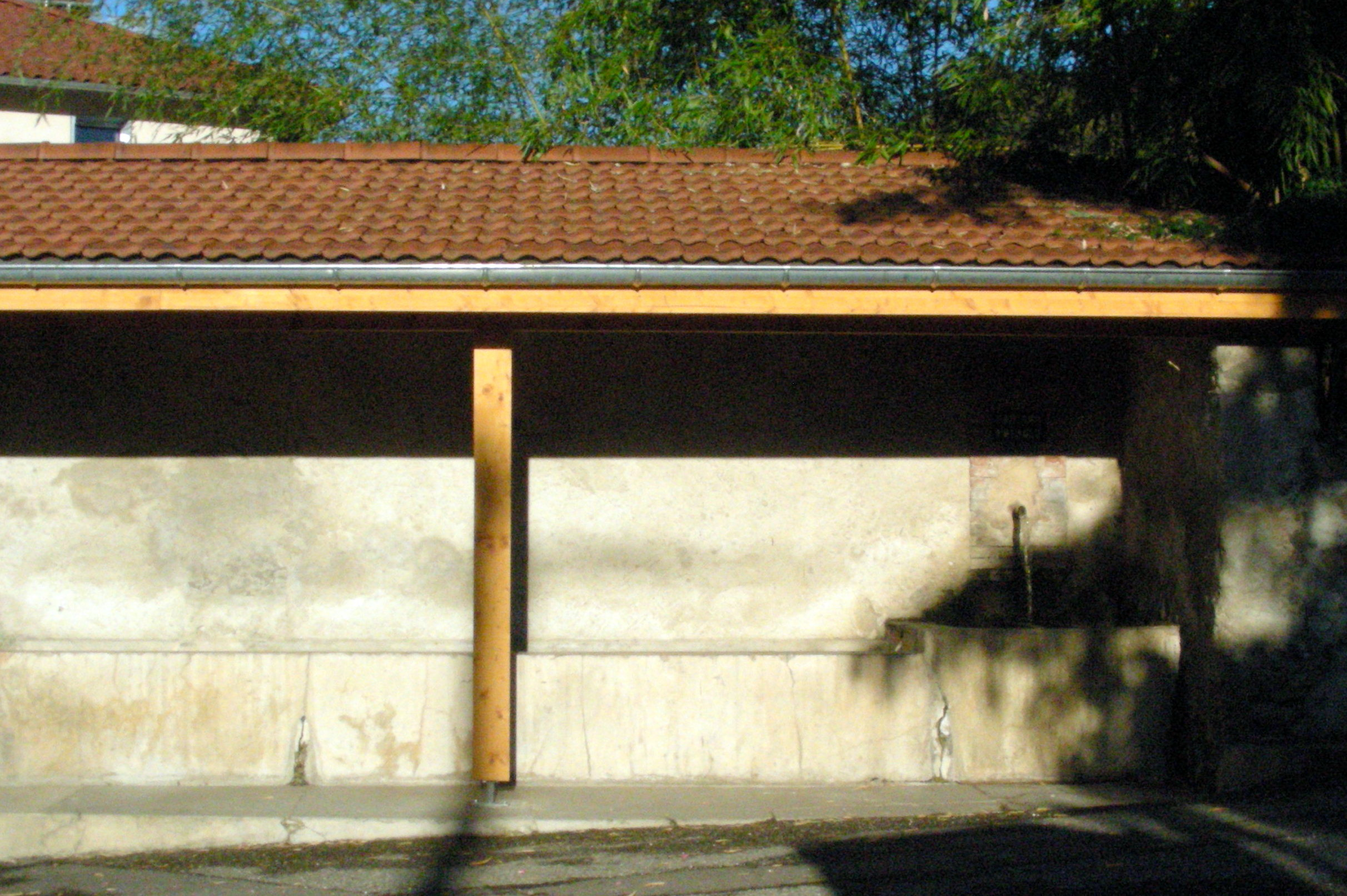
Le lavoir en face de la mairie.
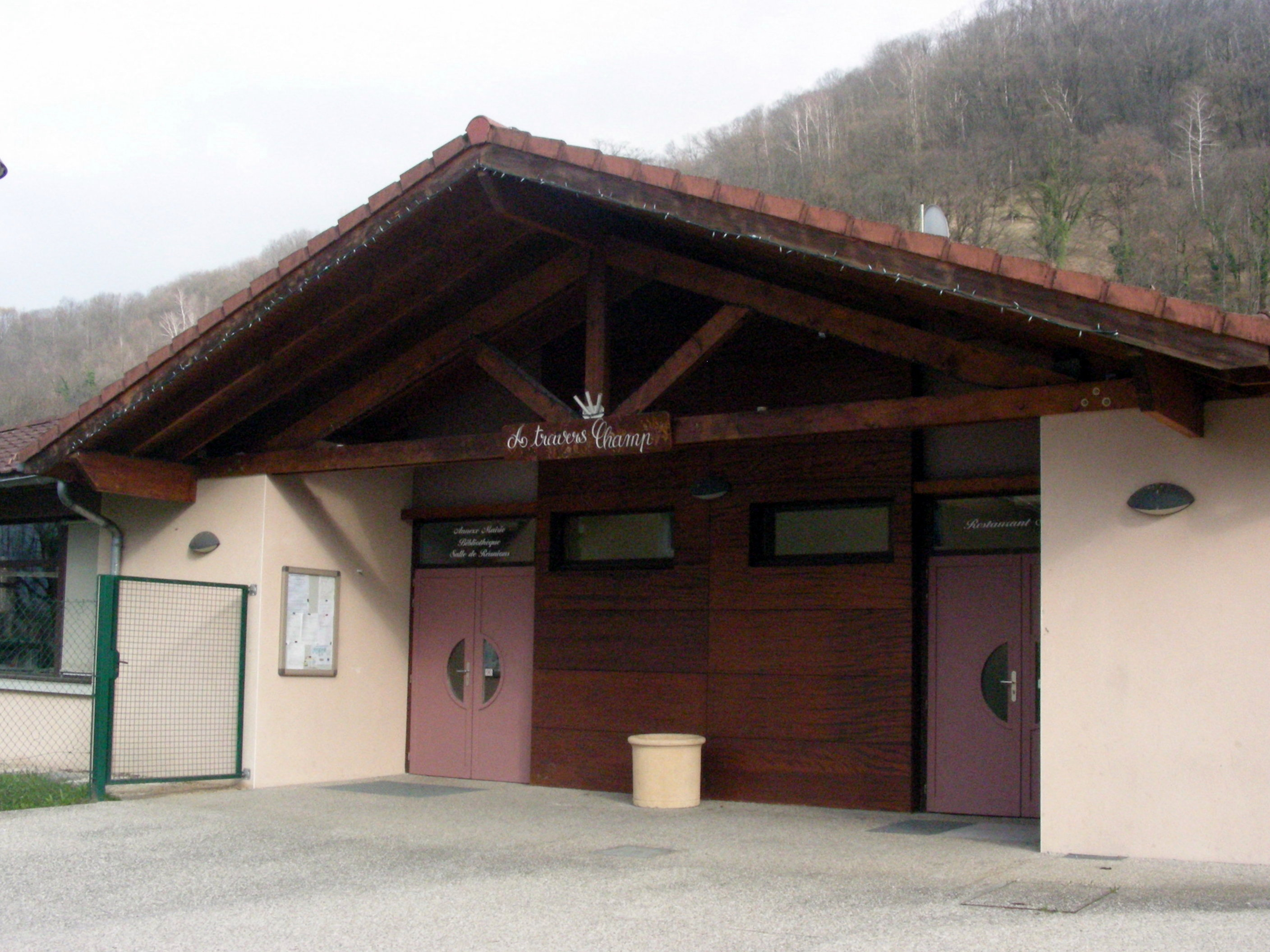
Annexe à la mairie, restaurant scolaire et bibliothèque.

### Patrimoine culturel
- La bibliothèque située à côté de la mairie annexe ;
- les écoles (maternelle et primaire).